# Satra II
Satra II (název vychází z bosenského označení „SArajevski TRAmvaj“) je typ dvoučlánkové kloubové tramvaje provozovaný dopravním podnikem JKP GRAS Sarajevo na sarajevské tramvajové síti. Vozy Satra II vznikly modernizací starších tramvají československé výroby Tatra K2, přestavby probíhaly postupně od roku 1998.

## Historické pozadí
Po skončení války v Bosně a Hercegovině byl vozový park sarajevských tramvají částečně poničen, částečně zničen. Pro jeho obnovu dodala v roce 1998 česká firma Pars DMN Šumperk ve spolupráci s ČKD Dopravní systémy první modernizovanou tramvaj Satra II. Roku 2001 byla podepsána smlouva mezi JKP GRAS a konsorciem tvořeném společnostmi Pars nova a Siemens AG o dodávce 25 modernizovaných tramvají Satra II a 12 kusů částečně nízkopodlažních vozů Satra III. První zrekonstruované tramvaje byly do Sarajeva dodány v roce 2004.

## Modernizace
Modernizace tramvají K2 na typ Satra II vychází z podobných přestaveb brněnských vozů Tatra K2R a bratislavských K2S. Vozová skříň původní tramvaje je při rekonstrukci kompletně opravena, jsou osazena nová laminátová čela s designem od architekta Patrika Kotase. Kompletně zmodernizován je interiér, původní laminátové sedačky jsou vyměněny za polstrované, je vyměněno obložení, osvětlení, okna (nově s výklopnou horní částí), topení, podlahová krytina, jsou instalovány dvoukřídlé výklopné dveře s poptávkovým otvíráním cestujícími. Upravena je také kabina řidiče, který nově tramvaj ovládá ručním řadičem místo původních pedálů. Novinkou je elektronický optický a akustický informační systém pro cestující.
Při modernizaci jsou podvozky (krajní jsou hnací, prostřední je běžný) podrobeny generální opravě, je osazen nový polopantograf, místo motorgenerátoru statický měnič, brzdový odporník je přemístěn na střechu. Zásadní úpravou je instalace střídavé elektrické výzbroje s asynchronními motory od firmy Siemens, která nahradila původní výzbroj ČKD UA12. Prototyp z roku 1998 obdržel tranzistorovou výzbroj ČKD TV14 na bázi IGBT tranzistorů.

## Provoz tramvají Satra II
| Současný stát       | Provoz   | Článek | Typ      | Roky modernizací | Počet vozů | Poznámky |
| ------------------- | -------- | ------ | -------- | ---------------- | ---------- | -------- |
| Bosna a Hercegovina | Sarajevo | článek | Satra II | 1998–201?        | 25 kusů    |          |

První vůz Satra II vznikl v Pars DMN v roce 1998 přestavbou vyřazené brněnské tramvaje K2 č. 1034. Vůz byl v listopadu 1998 přepraven do Sarajeva, kde ještě tentýž měsíc byl předveden veřejnosti při oslavách 113. výročí dopravního podniku. Modernizovaná tramvaj zde obdržela číslo 500.
Současné dodávky vozů Satra II byly zahájeny v létě 2004, kdy byl dodán prototyp s výzbrojí Siemens, v Sarajevu byl označen číslem 501. Opět se jedná o původem brněnskou tramvaj K2, v tomto případě evidenčního čísla 1074. Satra II č. 501 byla opět modernizována v Parsu, další vozy jsou již rekonstruovány v Sarajevu pomocí dodávek dílů od firem Pars nova a Siemens, zároveň se také jedná o původní sarajevské vozy K2. V roce 2008 byly v provozu vozy do čísla 511.
V roce 2006 byl původní prototyp z roku 1998 (s výzbrojí ČKD) odstaven.